# مسجد علويان
مسجد علويان (بالفارسية: مسجد علویان) هو مسجد تاريخي يعود إلى عصر القاجاريون، ويقع في همدان.